# Robert W. Krepps
Robert Wilson Krepps (geboren am 11. Dezember 1919 in Pittsburgh, Pennsylvania; gestorben am 24. Januar 1980 in Pinellas, Florida) war ein amerikanischer Schriftsteller. Er schrieb unter anderem Science-Fiction- (meist unter dem Pseudonym Geoff St. Reynard), Western- und historische Romane, sowie mehrere Romanfassungen zu Filmen.

## Bibliografie
Romane
- The Field of Night (1948)
- Mistress of the Djinn (1950, als Geoff St. Reynard)
- The Courts of the Lion (1950)
  - Deutsch: König Salomons Türme. Übersetzt von Richard Hoffmann. Neff, Wien, Berlin & Stuttgart 1956.
- Tell It On The Drums (1951)
- Baboon Rock (1959, auch als Diamond Fever, 1961)
- Earthshaker (1960)
- El Cid (1961)
  - Deutsch: El Cid. Übersetzt von Werner Kortwich. Heyne #250, 1963.
- The Big Gamble (1961, Romanfassung des gleichnamigen Films von 1961)
- Gamble My Last Game (1961)
- Boy's Night Out, etc. (1962)
  - Deutsch: Sexy. Übersetzt von Günter Hehemann. Heyne #247, 1963.
- Taras Bulba (1963, Romanfassung des Drehbuchs zum Film Taras Bulba)
- Send me no Flowers (1964)
  - Deutsch: Schick mir keine Blumen. Übersetzt von Günter Königsberger. Heyne #345, 1965.
- Stagecoach (1966)
  - Deutsch: San Fernando : Western-Roman. Übersetzt von Helmut Bittner. Heyne Western #2135, 1967.
- Hour Of The Gun (1967)
  - Deutsch: Die Stunde der Colts : Western-Roman. Übersetzt von Hans-Ulrich Nichau. Heyne Western #2172, 1968.
- Fancy (1969)

Kurzgeschichten (als Geoff St. Reynard)
- Wink Van Ripple (1945)
- Through a Dead Man's Eyes (1945)
- By Yon Bonnie Banks (1945)
- Androcles and the Buccaneer (1947, als Geoffrey St. Reynard)
- Mr. Beller and the Winged Horse (1947)
- The Warder and the Wampum (1947)
- Make Yourself a Wish (1948)
- Blue Bottle Fly (1949)
- Five Years in the Marmalade (1949)
- The Plaid Pterodactyl (1949)
- "A Nickel Saved ..." (1949)
- Elementals of Jedar (1950)
- The Usurpers (1950)
- Beware, the Usurpers! (1951)
- Beyond the Fearful Forest (1951)
- The Radiant Menace (1951)
- The Sword of Ra (1951)
- Tomorrow the World! (1952)
- Wrestlers Are Revolting! (1952)
- Armageddon, 1970 (1952, auch als Armageddon Earth, 2011)
  - Deutsch: Chaos über Manhattan. 1968.
- The Buttoned Sky (1953)
  - Deutsch: Die Welt in Ketten. 1958.
- The Enchanted Crusade (1953)
  - Deutsch: Der verzauberte Kreuzzug. 1981.
- The Enormous Room (1953, mit H. L. Gold)
- Don't Panic! (1954, auch als The Great Flying Saucer Invasion, 2014)
- The Giants from Outer Space (1954)
- Vengeance from the Past (1954)
- The Cosmic Bunglers (1956)
- Not an Accident (1995, als Robert W. Kreps)